# نور حسين القاسمي
العلامة نور حسين القاسمي ((بالبنغالية: নূর হুসাইন কাসেমী)؛ ‏(10 يناير 1945 - 13 ديسمبر 2020)) كان باحثًا إسلاميًا من بنغلادش، وسياسيًا ومربيًا ومتحدثًا دينيًا وشخصية روحية. والأمين العام لحفظة الإسلام في بنغلادش منذ 15 نوفمبر 2020 حتى وفاته، بعد أن كان أمين فرع دكا، وكان أيضًا أمين عام جمعية علماء الإسلام في بنغلاديش، ونائب رئيس هيئة الحياة العليا للجماعات القومية، والنائب الأول لرئيس مجلس وفاق المدارس العربية فيها، وكان معروفا بين جماهير المسلمين كزعيم إسلامي. كما شارك في إدارة ما يقرب من 45 مدرسة إسلامية.